# Trichophthalma mackerrasi
Trichophthalma mackerrasi är en tvåvingeart som beskrevs av Paramonov 1953. Trichophthalma mackerrasi ingår i släktet Trichophthalma och familjen Nemestrinidae. Inga underarter finns listade i Catalogue of Life.